# Wickersrode
Wickersrode ist ein Stadtteil von Hessisch Lichtenau im nordhessischen Werra-Meißner-Kreis.
Wickersrode liegt etwa 5 km südsüdöstlich des Zentrums der Kernstadt von Hessisch Lichtenau. Es ist von Wald umgeben und wird vom Vockebach durchflossen. Im Dorf treffen sich die Landesstraßen 3249 und 3439.

## Geschichte
Der Ort ist urkundlich erstmals im Jahr 1298 als „Wikarsa“, 1301 als „Wichardesa“ belegt. Eine ältere Kirche, die 1554 "vom Dorff Erbawt" wurde und auf einer Abendmahlskanne von 1677 genannt ist, ersetzte man 1796 (Datum der Wetterfahne) durch die bis heute bestehende Fachwerkkirche. Vor der Reformation sind Lehen und Zehnte als landgräflich genannt. Der Ort gehörte kirchlich seit der Reformation zu Reichenbach, kommunal seit 1747 zum hessischen Amt Lichtenau und seit 1821 zum Landkreis Witzenhausen, jedoch 1848–51 zum Bezirk Eschwege. Während der französischen Besetzung gehörte der Ort zum Kanton Lichtenau im Departement der Werra im französischen Königreich Westphalen (1807–1813).
Beim Wettbewerb Unser Dorf soll schöner werden wurde Wickersrode 1960 Kreissieger, 1961 Bundessieger (Bronzemedaille) und 1969 Bezirkssieger beim hessischen Landeswettbewerb.
Zum 31. Dezember 1971 wurde im Zuge der Gebietsreform in Hessen die bis dahin selbständige Gemeinde Wickersrode auf freiwilliger Basis in die Stadt Hessisch Lichtenau eingemeindet. Für die eingegliederten neun Stadtteile sowie die Kernstadt wurde jeweils ein Ortsbezirk mit Ortsbeirat und Ortsvorsteher eingerichtet.

## Bevölkerung
Einwohnerstruktur 2011
Nach den Erhebungen des Zensus 2011 lebten am Stichtag, dem 9. Mai 2011, in Wickersrode 147 Einwohner. Darunter waren keine Ausländer.
Nach dem Lebensalter waren 24 Einwohner unter 18 Jahren, 51 zwischen 18 und 49, 39 zwischen 50 und 64 und 33 Einwohner waren älter.
Die Einwohner lebten in 69 Haushalten. Davon waren 21 Singlehaushalte, 18 Paare ohne Kinder und 18 Paare mit Kindern, sowie 9 Alleinerziehende und 3 Wohngemeinschaften. In 15 Haushalten lebten ausschließlich Senioren und in 45 Haushaltungen lebten keine Senioren.
Einwohnerentwicklung
| Quelle: Historisches Ortslexikon |                                                            |
| • 1539:                          | 12 Hausgesesse                                             |
| • 1575:                          | 19 Hausgesesse                                             |
| • 1585:                          | 19 Hausgesesse                                             |
| • 1681:                          | 20 Hausgesesse                                             |
| • 1747:                          | 31 Mannschaften mit 38 Feuerstellen                        |
| • 1961:                          | 230 evangelische (= 97,87 %), keine katholischen Einwohner |

| Retterode: Einwohnerzahlen von 1776 bis 2011 | Retterode: Einwohnerzahlen von 1776 bis 2011 | Retterode: Einwohnerzahlen von 1776 bis 2011 | Retterode: Einwohnerzahlen von 1776 bis 2011 | Retterode: Einwohnerzahlen von 1776 bis 2011 |
| --- | -------------------------------------------- | -------------------------------------------- | -------------------------------------------- | -------------------------------------------- |
| Jahr |                                              |                                              |                                              | Einwohner                                    |
| 1776 | 1776                                         |                                              | 146                                          | 146                                          |
| 1800 | 1800                                         |                                              | ?                                            | ?                                            |
| 1834 | 1834                                         |                                              | 276                                          | 276                                          |
| 1840 | 1840                                         |                                              | 291                                          | 291                                          |
| 1846 | 1846                                         |                                              | 293                                          | 293                                          |
| 1852 | 1852                                         |                                              | 299                                          | 299                                          |
| 1858 | 1858                                         |                                              | 251                                          | 251                                          |
| 1864 | 1864                                         |                                              | 260                                          | 260                                          |
| 1871 | 1871                                         |                                              | 228                                          | 228                                          |
| 1875 | 1875                                         |                                              | 262                                          | 262                                          |
| 1885 | 1885                                         |                                              | 205                                          | 205                                          |
| 1895 | 1895                                         |                                              | 215                                          | 215                                          |
| 1905 | 1905                                         |                                              | 217                                          | 217                                          |
| 1910 | 1910                                         |                                              | 218                                          | 218                                          |
| 1925 | 1925                                         |                                              | 212                                          | 212                                          |
| 1939 | 1939                                         |                                              | 223                                          | 223                                          |
| 1946 | 1946                                         |                                              | 314                                          | 314                                          |
| 1950 | 1950                                         |                                              | 304                                          | 304                                          |
| 1956 | 1956                                         |                                              | 236                                          | 236                                          |
| 1961 | 1961                                         |                                              | 235                                          | 235                                          |
| 1967 | 1967                                         |                                              | 238                                          | 238                                          |
| 1970 | 1970                                         |                                              | 225                                          | 225                                          |
| 1980 | 1980                                         |                                              | ?                                            | ?                                            |
| 1990 | 1990                                         |                                              | ?                                            | ?                                            |
| 2000 | 2000                                         |                                              | ?                                            | ?                                            |
| 2011 | 2011                                         |                                              | 147                                          | 147                                          |
| Datenquelle: Historisches Gemeindeverzeichnis für Hessen: Die Bevölkerung der Gemeinden 1834 bis 1967. Wiesbaden: Hessisches Statistisches Landesamt, 1968. Weitere Quellen: LAGIS; Zensus 2011 |                                              |                                              |                                              |                                              |

Berufsgliederung 1724
- 30 Leinweber, 17 Ackerleute, 1 Schäfer

## Politik
Für Wickersrode besteht ein Ortsbezirk (Gebiete der ehemaligen Gemeinde Wickersrode) mit Ortsbeirat und Ortsvorsteher nach der Hessischen Gemeindeordnung.
Der Ortsbeirat besteht aus fünf Mitgliedern. Bei den Kommunalwahlen in Hessen 2021 betrug die Wahlbeteiligung zum Ortsbeirat 55,93 %. Alle Kandidaten gehörten der „Gemeinschaftsliste Wickersrode“ an. Der Ortsbeirat wählte Katja Dippel zur Ortsvorsteherin.